# تيرينس فيلا
تيرينس فيلا (بالإنجليزية: Terence Vella)‏ (20 أبريل 1990 في مالطا - ) هو لاعب كرة قدم مالطي في مركز الهجوم. شارك مع منتخب مالطا تحت 21 سنة لكرة القدم ومنتخب مالطا لكرة القدم. أما مع النوادي، فقد لعب مع نادي بيركيركارا وهامرون سبارتانز ونادي موستا ‏ وGudja United F.C. ‏ وPietà Hotspurs F.C. ‏.

## روابط خارجية
- تيرينس فيلا على موقع قاعدة بيانات كرة القدم.إي يو (الإنجليزية)
- تيرينس فيلا على موقع ناشيونال فوتبول تيمز (الإنجليزية)
- تيرينس فيلا على موقع Soccerway.com (الإنجليزية)
- تيرينس فيلا على موقع عالم كرة القدم.نت (الإنجليزية)